# Hybodus
Per Hybodus si intende un genere estinto di squali che prosperò fin dalla loro comparsa alla fine del Permiano, per poi scomparire nel Cretaceo Superiore

## Uno squalo primitivo
L'Hybodus, a differenza degli odierni squali che popolano i nostri mari, era estremamente più primitivo: innanzitutto era più piccolo (2,6-3,4 metri di lunghezza); inoltre era un carnivoro che si nutriva di prede che erano indifese o almeno in difficoltà, attaccandole con la sua dentatura munita di due tipi di denti che servivano per due funzioni differenti, ovvero per trattenerle e rompere i loro gusci se ne avevano. La differenza più notevole era certamente quella di avere due minuscole "corna", che dovevano certamente servire durante l'accoppiamento con la femmina prescelta.